# Magda Raemaekers
Pour les articles homonymes, voir Raemaekers.
Magda R. Raemaekers, née le 24 mai 1947 à Donk est une femme politique belge flamande, membre du Sp.a, actuellement à la retraite.

## Distinction
- Officier de l'ordre de la Couronne.

## Fonctions politiques
- Échevine de Herck-la-Ville
- Ancienne présidente du CPAS de Herck-la-Ville
- Députée fédérale :
  - du 7 décembre 2006 au 10 juin 2007 ;
  - du 2 juillet 2009 au 6 mai 2010 (remplaçant Peter Vanvelthoven)